# Per Gessle (album)
Per Gessle è il primo ed eponimo album in studio da solista del cantante svedese Per Gessle, pubblicato nel 1983.

## Tracce
Side A
1. På väg
2. Hjärtats trakt
3. Om du har lust
4. Timmar av iver
5. Regn
6. Indiansommar
7. Historier vi kan

Side B
1. Ledmotiv från Indiansommar
2. Den öde stranden
3. Fiskarnas tecken
4. Rädd
5. Tända en sticka till
6. Syrenernas tid